# Stricticollis
Stricticollis is een geslacht van kevers van de familie snoerhalskevers (Anthicidae).

## Soorten
- S. bolmi (Uhmann, 1997)
- S. chopardi (Pic, 1950)
- S. glabratus (Uhmann, 1996)
- S. goebelii LaFerté-Senéctère, 1849
- S. longicollis (Schmidt, 1842)
- S. niger (Uhmann, 1995)
- S. ornatus Truqui, 1855
- S. rufithorax LaFerté-Senéctère, 1849
- S. sternbergsi Telnov, 2005
- S. tobias De Marseul, 1879
- S. transversalis Villa & Villa, 1833
- S. truncatus Pic, 1894
- S. walteri (Uhmann, 1998)